# Carles Santos Ventura
Carles Santos Ventura (català: Carles Santos)  (Vinaròs, 1 de juliol de 1940 - Vinaròs, 4 de desembre de 2017) va ser un artista valencià que va començar la carrera com a pianista i que posteriorment es va dedicar a altres disciplines creatives, com la composició musical, l'escultura, la fotografia, la poesia i la dramatúrgia.
Era hereu de l'esperit avantguardista que destil·lava l'obra de Joan Miró i Joan Brossa. De fet, aquests dos artistes catalans li van marcar els inicis de la carrera. El 1967 va compondre i interpretar el Concert irregular (1967) de Joan Brossa, que es va estrenar a Sant Pau de Vença, Barcelona i Nova York per commemorar el 75è aniversari del naixement de Joan Miró. La poètica surrealista de Joan Brossa i la plàstica simbòlica de Joan Miró van influir molt en la concepció escènica i la creació musical de Carles Santos.
| «               | Un dia Brossa em va dir: "Toques molt bé el piano, però i ara què?". La pregunta va ser mortal | » |
| — Carles Santos |                                                                                                |   |

## Biografia

### Primers anys
Carles Santos Ventura va nàixer a Vinaròs l'1 de juliol de 1940. Fill únic de Ricardo Santos Ramos, metge de renom de la ciutat, i d'Elena Ventura Riuhet, procedent de Barcelona. Els pares de Santos el van portar a l'escola pública, el qual no era habitual tenint en compte que venia d'una família acomodada. La decisió va ser deguda a la ideologia anticlerical dels seus pares.
Va començar a tocar el piano des de ben menut amb el seu oncle Pepe Santos, fins i tot abans de aprendre a parlar, ja que no va parlar fins als quatre anys. En els següents anys va rebre classes dels pianistes vinarossencs Cinta Esbrí i Tomàs Mancisidor. Als cinc anys ja demostrava un nivell molt notable amb el piano, i l'any 1950, amb deu anys, va realitzar el seu primer concert públic, interpretant obres de Bach, Mozart, Schumann, Chopin i Albéniz. No obstant, ell mateix va reconèixer que no li agradava gens.
| «                                        | «Jo donava concerts als 10 anys. I això no és bo. Jo si tingués un fill no li ho faria això. » | » |
| — Carles Santos, TV3: Mestres de mestres |                                                                                                |   |

### Conservatori del Liceu
L'any 1950 es trasllada a Barcelona per a estudiar al Conservatori del Liceu, a la vegada que estudiava el Batxillerat a distància en una acadèmia de Vinaròs, i presentant-se per lliure als exàmens a Castelló de la Plana. Va graduar-se l'any 1954, obtenint el Premi de Final de Carrera en la especialitat de piano.
Aquell mateix any realitza a Vinaròs el seu primer concert com a solista, presentat per l'eclesiàstic i musicòleg Vicent García Julbe. Aquell concert va ser decisiu a l'hora de despertar la curiositat creativa en Santos, i el seu desig d'anar més enllà.
| «                                        | «Surts aquí, toques, aquets t’aplaudeixen... Què vols més? » | » |
| — Carles Santos, TV3: Mestres de mestres |                                                              |   |

### A París amb catorze anys
Es trasllada a París l'any 1954 per a estudiar a l'Eccole Normale per una beca de l'Institut Français, durant sis mesos. Allí va estudiar amb els mestres Jacques Février, Robert Casadesus, Marguerite Long i especialment amb Magda Tagliaferro. Aquesta última va ser qui més el va motivar a seguir amb els estudis de piano.
| «                                        | Tagliaferro em deia: És igual si s'equivoca o no s'equivoca, no importa. Però ell està dient alguna cosa, que vosaltres (la resta dels alumnes) no dieu. | » |
| — Carles Santos, TV3: Mestres de mestres | |   |

La ciutat de París va suposar per a Santos una finestra oberta a tot un món de possibilitats al seu abast. Allí va descobrir molts aspectes artístics, com ara el cinematogràfic o el teatral, que eren ben diferents de la concepció que tenia a Espanya durant l'època de Franco.

### Suïssa i el contacte amb les avantguardes
Poc després de la seua estada a París va rebre classes a Suïssa amb el pianista polonès Harry Datymer, a La Chaux-de-Fonds. Va rebre classes durant dos o tres anys, en períodes de Nadal i estiu. Santos considerava a aquest pianista com "una bèstia", ja que li va ensenyar a tenir passió per la música. Datymer tenia una premissa que li va traslladar al seu jove alumne: "si no tens ganes de tocar, no toques".
Durant la seua estada amb Datymer va començar a conèixer la música de compositors com Webern, Schönberg, Bartók i Cage. L'any 1961 va començar la seua carrera com a intèrpret de piano, amb les obres d'aquests compositors.
Aquell mateix any va haver de tornar a Castelló de la Plana per a realitzar el servei militar obligatori al Quarter Tetuán 14, on va ser nomenat director de la Banda Militar del Regiment.

### Barcelona i el Concert Irregular
L'any 1963 s'instal·la definitivament a Barcelona, amb vint-i-tres anys. Allí va ser quan va començar a interessar-se pels compositors vius, i es va relacionar amb Joaquim Homs, Robert Gerhard, Josep Maria Mestres-Quadreny i Jordi Cadena. Als següents anys va col·laborar amb el Club 49 interpretant música de cambra fins a l'any 1970.

L'any 1966 coneix a Joan Brossa, amb el qual va col·laborar en alguns espectacles. L'amistat entre Santos i Brossa va anar creixent durant cinc anys. L'any 1968 van estrenar el Concert Irregular, al Teatre Romea, dedicat a Joan Miró. Aquesta obra, amb text de Joan Brossa i música de Carles Santos, fou dirigida per Pere Portabella i va comptar amb Anna Ricci com a solista. Va ser la primera en la qual s'estrenava música composta per Santos, i va produir unes crítiques molt negatives, especialment la de Xavier Montsalvatge a La Vanguardia. Per a evitar que a Vinaròs s'assabentessen del fracàs de l'estrena, el pare de Carles Santos va esperar-se a l'estació de tren, va agafar tots els periòdics i els va cremar a un barranc. En paraules del propi Brossa: "És millor el que ha fet ton pare que el que hem fet nosaltres".

| «                                         | «Va ser la primera vegada que vaig sortir a l'escenari amb una obra pròpia […] Vam fer l'obra aquesta i vam tindre unes crítiques fatals, horroroses, entre elles la de la Vanguardia. […] El Montsalvatge ha fet una crítica horrorosa. […] Llavors el meu pare es va esperar a la estació del tren, va agafar totes les Vanguàrdies i les va pegar foc a un barranc. I ningú al poble es va assabentar del que havia passat. » | » |
| — Carles Santos, TV3: Mestres de mestres. | |   |

Després del Concert Irregular va començar a relacionar-se amb Pere Portabella, qui el va introduir en el món del cinema. A partir de 1970 Santos va compondre totes les bandes sonores de les pel·lícules de Portabella. Així mateix, l'any 1967, el mateix Santos va debutar amb la direcció d'un curtmetratge, L'àpat.
Entre 1969 i 1975 va col·laborar amb el fotògraf i director de cine francès Clovis Prévost. L'any 1971 va vendre el seu piano, i es va dedicar durant tres anys a teoritzar sobre la pràctica de l'art i experimentar amb les arts escèniques. En aquests tres anys es va deixar portar, buscant altres maneres de guanyar-se la vida. Es va comprar una motocicleta, i posteriorment un vaixell, amb el qual es va dedicar un temps a ser pescador. Tot i això, va acabar retornant a la professió de pianista, d'una manera renovada.
L'any 1976 va crear junt amb Mestres-Quadreny el Grup Instrumental Català (GIC), actuant com a director fins a l'any 1979.

### Viatges a Nova York, festivals, etc.
L'any 1968 es trasllada a Nova York gràcies a una beca de la Fundació Juan March. Allí va estar durant sis mesos, on va tindre contacte amb compositors minimalistes, especialment amb La Monte Young i John Cage. Santos es va convertir en un dels principals intèrprets de les obres de Cage durant la dècada dels 70. Va tornar a Nova York l'any 1970 durant un any, i també entre els anys 1980 i 1981.
L'any 1977 Santos va editar un disc en el qual interpretava obres de Henry Cowell, John Cage, Karlheinz Stockhausen i Josep Maria Mestres-Quadreny, i l'any 1981 va editar el seu primer disc LP amb música pròpia: Voicetracks. També aquell any va realitzar un espectacle anomenat Sound Fight, un "combat musical" amb el compositor nord-americà Charlie Morrow.

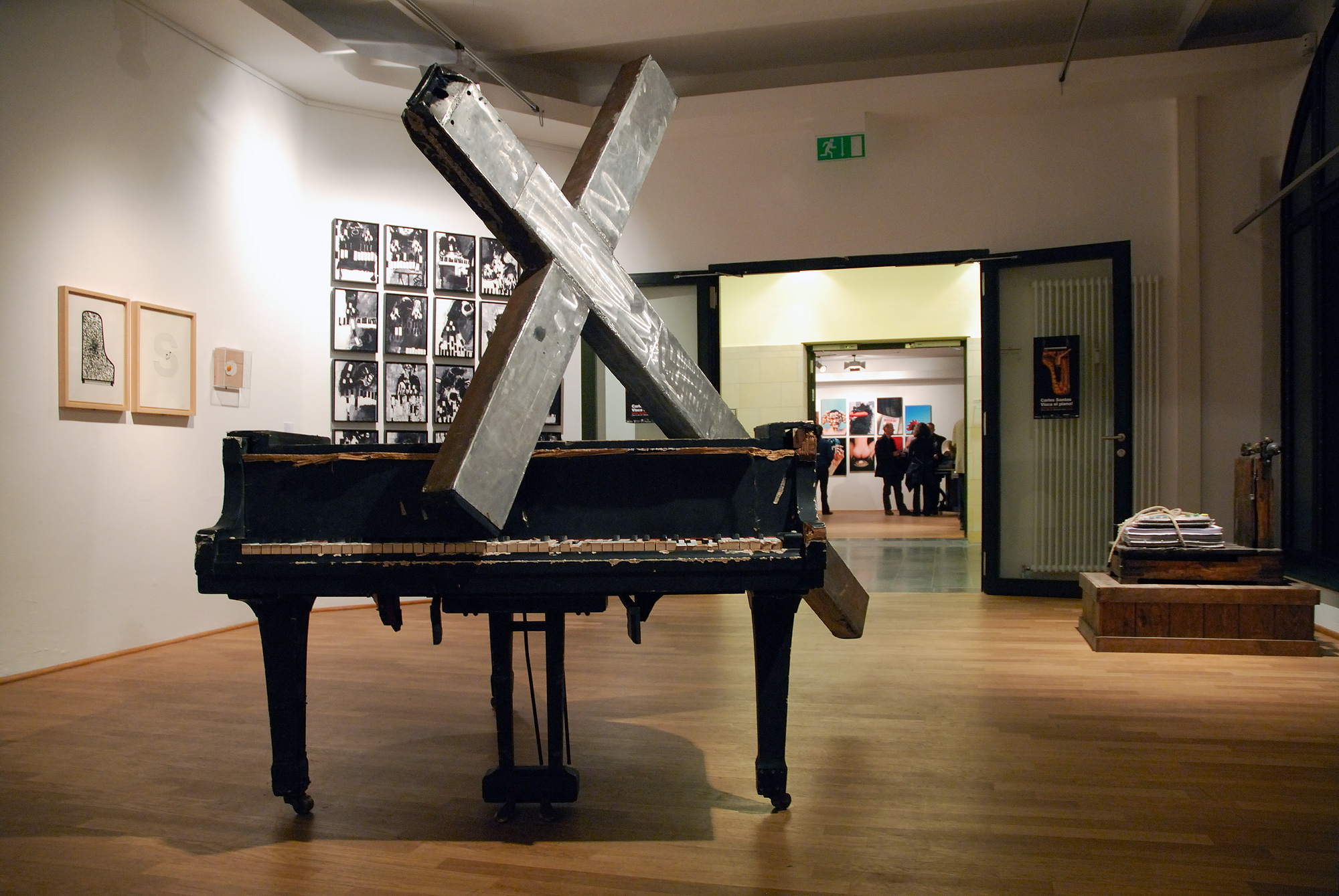
Exibició I-Cervantes Berlín 'Visca el piano!' 2007.

Durant la dècada de 1970 i 1980 va participar en un nombre d'esdeveniments musicals importants, com el Festival de Tardor a París, la Musicalia de Milà, el nou festival internacional del jazz de Moers (Alemanya), la biennal musical a San Juan de Puerto Rico, el festival de teatre de Zúric - el Zürcher Theater Spektakel -, el de teatre musical de Londres, entre d'altres.

### La Companyia Carles Santos
A partir de 1985 va començar una relació professional amb Mariaelena Roqué, amb qui van estrenar diversos espectacles escènics. A l'any 1987 van crear conjuntament la Companyia Carles Santos, una companyia d'arts escèniques amb la qual van estrenar catorze espectacles originals de gran complexitat al llarg dels divuit anys d'existència, tot i que aquesta companyia no es va registrar formalment fins a l'any 1995.
Tot i el nombre d'espectacles estrenats, n'hi va haver molts que Santos va abandonar sense acabar-los. Va passar per un període de desmotivació en el qual no podia compondre, ni tampoc complia amb encàrregs ni es presentava a alguns concerts que tenia programats.

### Últims anys i mort
L'any 1986 es trasllada temporalment a Berlín com a compositor resident, per una beca del Deutscher Akademischer Austauschdienst (DAAD).
L'any 1992 va ser sol·licitat per participar en la cerimònia d'obertura dels Jocs Olímpics de Barcelona, on va ser l'encarregat de dirigir i compondre la fanfara inaugural, i el 2001 en l'obertura de la Biennal d'Art de València.
El 2009 fou l'artista convidat a la Fira Mediterrània de Manresa, en la qual va presentar dos espectacles, un de relacionat amb el món de la tenora i un altre amb els cors de Clavé.
L'any 2010 li van encarregar l'organització de l'acte de celebració del IV centenari de l'arribada de la reliquía de Sant Sebastià a Vinaròs. Vinaròs va esdevenir una escenografia ideal, i Santos va crear un camí de foc amb torxes que guien tot el camí de Vinaròs a l'ermita.
L'any 2011 va ser l'artista convidat a La Vinya dels Artistes del celler Mas Blanch i Jové, i va crear l'espectacle Vi sonor, deixant com a testimoni del seu pas "La Sargantaneta", el seu llaüt català que actualment navega a sobre una alzinera i es pot veure en el municipi de la Pobla de Cérvoles.
Tota la seua obra va ser cedida per ell mateix a la Fundació Caixa Vinaròs des de 2009, per a assegurar la seua conservació.
Els seus últims anys els va passar a Vinaròs, realitzant concerts puntuals a Barcelona i a altres pobles i ciutats, però sempre tornant a la seua ciutat natal. Els seus concerts i aparicions en públic es van anar reduint a mesura que avançava la seua malaltia, un càncer d'ossos. Va morir el 4 de desembre de 2017 després d'un llarg període d'hospitalització, tot i que no va morir del càncer, sinó d'una hipertròfia cardíaca.

## Estil artístic
Carles Santos sentia una gran admiració per tres compositors que van marcar la seua carrera: Johann Sebastian Bach, Gioachino Rossini i John Cage. De Bach prenia la fluïdesa del seu discurs musical, la tècnica pianística i la estructura formal. De Rossini el seu lirisme i simplicitat musical. De Cage la formació de les seues concepcions artístiques, generalment les extramusicals.
Les seves composicions són decididament minimalistes i alhora incorporen l'estil musical espanyol romàntic, tradicional i atonal. El mateix Santos es qualificava com a "minimalista apassionat", ja que no segueix les pautes de la música minimalista, sinó que la interpretació es totalment oberta. Els fragments són repetits de forma lliure, la velocitat d'execució s'adapta a l'acústica del moment, al públic i a la sensibilitat del intèrpret en eixe moment, sense una mètrica definida. La improvisació també és recurrent en les seues obres. L'ús del pedal no es troba escrit en cap partitura, però sí s'utilitza de forma lliure, generalment lligat a l'harmonia intrínseca de l'obra.
Quant a la seua notació, no seguia les normes d'escriptura tradicional. No utilitzava la clau, tot i que es sobreentenia que estava en clau de sol, ni tampoc armadura. No utilitzava figures, sinò que empleava redones les quals s'interpretaven en el ritme que l'intèrpret volia donar-li. Tampoc utilitzava compàs, tot i que sí els dividia amb línies divisòries, ni tampoc signes de dinàmiques.
Pel que fa a l'harmonia, les primeres obres tenien una concepció més clàssica de l'harmonia, més propera al romanticisme i amb cert contrapunt, tot i que ja experimentava amb l'atonalitat. Les seues obres més avançades ja usava l'harmonia d'una manera més modal i atonal, amb la utilització freqüent de clusters.
En la dècada de 1980 va començar a dissenyar les demostracions musicals escèniques, que va iniciar a Sydney, a Berlín o al Palau de la Música Catalana de Barcelona. Les seves demostracions musicals són marcades per l'extravagància, la sexualitat i la provocació deliberada, amb una gran dosi d'humor, amb la intenció que l'espectador es faci preguntes sobre els conceptes establerts.
A més de la seva producció musical, cinematogràfica i escènica, Carles Santos també és creador d'una important obra plàstica, principalment fotogràfica.

## Obra musical
La catalogació de l'obra de Carles Santos ha sigut realitzada per Joaquim Ortells Agramunt com a tesis doctoral, basant-se en els arxius de la Fundació Caixa Vinaròs i els trobats a la casa de l'autor i la seua residència d'estiu.

### Piano
- 2 pianos
- 3 notes
- 88 - 3 = 85
- A la piscina Misericordia
- Armandino '77
- Barbylet
- Bujaraloz by Night
- Capítol 2 (Salut)
- Codi o estigma?
- Cosimans
- Ebrofalia copulativa
- El teu llit
- Entreacte
- Fins l'últim llangostí
- Flagelació e immobiliàries
- Fuga en la menor
- L'aperitiu
- La convalidació o la Cançó del Tremall
- La Nit Americana
- La Porca i Vibràtica Tecluria
- Minimalet sûr mer
- Música per a Cesc Gelabert
- Música per a Dansa
- Música Piano 2005
- No al no
- Obra conjunta
- Octavi i Lídia (Fragment de Beethoven)
- Peça a la Mar
- Peça per a piano (I)
- Peça per a piano (II)
- Peça per a piano (III)
- Peça per a piano (IV)
- Peça per a piano (V)
- Peça per a piano (VI)
- Peça per a piano (VII)
- Peça per a piano (VIII)
- Peça per a piano (IX)
- Peça per a piano (X)
- Peça per a piano (XI)
- Peça per a piano (XII)
- Peça per a piano (XIII)
- Peça per a piano (XIV)
- Peça per a piano (XV)
- Peça per a piano (XVI)
- Pel·lícula de Jordi Cadena
- Piano a 4 mans
- Piano moto
- Piano sol
- Pianolerolerolero-larero
- Posible al lliure
- Premis Octubre '05
- Reflex
- Segadors (Versió Frankfurt)
- Sèrie 3-C
- He de ser castigat per no haver estimat mai ningú
- Una nit abans de la Nit Americana

### Veu
- Avigno 79
- Beethoven... si tanco la tapa, què passa?
- Busca la perdiu
- Calixa
- Cant energètic
- Cant i dança
- Cantata (Manresa)
- Capítol 6 (Comunió)
- Conill amb caragols
- Conversa
- Demana-ho
- Demanau
- Dorema-Domare
- Els Monts
- La moto
- La si la la
- Misa
- Morellar Morella (desfile)
- Música per al IV Centenari de l'arribada de la Relíquia de St. Sebastià a Vinaròs
- Pentagrama o esperma?
- Pepa
- π (pi)
- Piedra de oxidiana
- Què no donaria jo per una mica de sol
- Sauna de la boqueta
- Soprano i tenora
- Tocaticotocatá
- Tot queda en família
- Un gat és un gat
- Vi sonor
- Vídeo banyera

### Veu i piano
- 58-57 (peça)
- Anem, anem, anem, anem a volar
- Aquesta és la història que mai podré oblidar; una trista història d'amor, d'un amor que mai, mai, mai podrà acabar
- Arrosegant el piano
- Carles mor
- Concert irregular
- Cuina
- Demana-ho
- Espectacle per a dansa, veu i piano
- Flor d'escarabat
- La primavera del disseny
- Laura
- Música per a veu sola
- Peça Mèxic 1979 -Peça 56-
- Peça veu amb Cesc Gelabert
- Piromusical
- Si que té lo que té
- Sound fight
- Tinc que tinc...

### Fanfàrria
- 11.509 notes per a 2.001 músics
- Fanfàrria biennal
- Medalles (fanfàrria)

### Banda
- Alè vinaroçenc
- Belmonte
- Bloc de progrès 6 de maig
- Comedians
- Congrés de Cuina Catalana
- Cuina Catalana
- Fanfàrria
- F.N.A.C.
- Gandía
- La veu de la Terra
- Llíria-Vinaròs
- Misteri d'Elx
- Morellar Morella
- Música per les víctimes de la intolerància
- Pasodoble-2
- Principi del gènesis
- Promenade
- Rierada musical
- Sardana Gelabert
- Sevilla
- Somnis marmolencs
- Ulldecona
- València Premis octubre '95

### Orquestra
- Delta
- Inauguració
- Medalles (Promenade)

### Grups de cambra
- Piano i violí:
  - Desig
  - Xavier Riba
- Piano i violoncel:
  - Obra per a piano i cello
- Trio de corda:
  - Trio de corda
  - Y
- Quartet de corda:
  - El pont de Varsòvia
  - Marid relexionant al despatx
  - Tot queda en família
  - Violí sobre fons de trémolos
  - X
  - Perturbació inesperada
- Quintet de corda:
  - El pont de Varsòvia
  - Quintet de corda, Portabella

### Obra escènica
- 1967: Concert Irregular
- 1982: Minimalet minimalot
- 1983: Beethoven, si tanco la tapa... què passa?
- 1983: Té Xina, la fina petxina de la Xina?
- 1985: Arganchulla, Arganchulla Gallac
- 1985: La boqueta amplificada
- 1986: Crèdit tonal
- 1989: Tramuntana Tremens
- 1991: La grenya de Pasqual Picanya
- 1992: Asdrúbila
- 1994: Roni
- 1995: L'esplèndida vergonya del fet mal fet
- 1996: Figasantos-fagotrop: missatge al contestador, soparem a les nou
- 1996: La Pantera Imperial
- 2000: Ricardo i Elena
- 2000: El Barbero de Sevilla (direcció escènica)
- 2001: L'adéu de Lucrecia Borgia
- 2002: Sama samaruck, samaruck suck suck
- 2003: El compositor, la cantant, el cuiner i la pecadora
- 2003: Lisístrata
- 2005: La meua filla sóc jo
- 2006: El fervor de la perseverència
- 2007: Tirant lo Blanc
- 2008: Brossalobrossotdebrossat
- 2010: Chicha Montenegro Gallery
- 2012: Cal de rón
- 2012: El Gran Teatro del Mundo
- 2012: Schubertnacles humits

### Integrals
- Crèdit tonal
- El Pont de Varsòvia
- Jocs Olímpics de Barcelona '92
- La Vinya dels Artistes
- Mediterrànea '09
- Morellar Morella

### Altres agrupacions
- 6 Tenores i piano
- 682-3133 Búfalo Minnesota
- Acció amb estudiants de Toulouse i l'Institut de Teatre de Barcelona
- Àngels
- Barby flute
- Brossa
- Cantata
- Carrer
- Castelló '99
- Concert Toni Mira
- Crits de Crist
- Cuina
- Dolçainers Carnaval 2001
- El Cant del Duc
- Flauta
- Foc al cantir
- Gandía
- Hamlet
- Jocs Olímpics de Barcelona '92
- Katralla
- Liria (Beetween, Liria i la Bisbal)
- Lluïs-Anaïs
- Llur metals
- Maquinofòbia pianolera
- Matar-ho
- Mírame
- Miró '93
- Novela
- Olvido
- Ona
- Piturrino fa de músic
- Portada
- Portada en swing lent
- Portaferrissa
- Rierada musical
- Sardana Gelabert
- Sardana rusa
- Schubert 8- 10 1/2
- Sevilla (2)
- Tenora i piano
- Tenores (Anyadit)
- Tres notes
- Trio instrumental
- Tutti
- Un cranc és un cranc

## Espectacles escènics

### Com a compositor
- 1968: Nocturn 29 (col·laboració amb Josep Maria Mestres Quadreny i direcció de Pere Portabella)
- 1970: Vampir cuadecuc (direcció de Pere Portabella)
- 1975: Informe general (direcció de Pere Portabella)
- 1977: L'obscura història de la cosina Montse (direcció de Jordi Cadena)
- 1981: Vértigo en Manhattan (Jet Lag) (direcció de Gonzalo Herralde)
- 1981: Barcelona Sud (direcció de Jordi Cadena)
- 1984: Pa d'àngel (direcció de Francesc Bellmunt)
- 1988: És quan dormo que hi veig clar (direcció de Jordi Cadena)
- 1989: Pont de Varsòvia (direcció de Pere Portabella)
- 1998: El pianista (direcció de Mario Gas)

### Curtmetratges
- 1969: Miró l'altre (direcció de Pere Portabella)
- 1970: Poetes catalans (direcció de Pere Portabella)
- 1971: Semejante a Pedro (direcció de Francesc Bellmunt)
- 1971: Calidoscopi (direcció de Beni Rossell)
- 1972 Umbracle (direcció de Pere Portabella)
- 1972 Cantants 72 (direcció de Pere Portabella)
- 1973: Advocats laboralistes (direcció de Pere Portabella)
- 1978: El barri del Besòs (direcció de Carles Duran)
- 1979: Laberint (direcció d'Agustí Villaronga)
- 1979: La delinqüència (direcció de Jaume Codina)
- 1979: Setmana de la sanitat (direcció de Jordi Cadena)
- 1979: L'Ajuntament (direcció de Georgina Cisquella i Pere Joan Ventura)
- 1979: L'agressió quotidiana (direcció de Carles Duran)
- 1981: L'Assemblea de Catalunya (direcció de Carles Duran)
- 1982: Eleccions a las Cortes 28-10-82 (direcció d'Isona Passola)
- 1989: Romàntic (direcció d'Aurora Corominas)
- 1991: Clara foc (direcció de Judith Colell)
- 1992: Art a Catalunya (direcció de Pere Portabella)

### Com a realitzador (curtmetratges)
- 1967: L'àpat
- 1967: L'espectador. Habitació amb rellotge. La llum. Conversa
- 1968: La cadira
- 1969: Preludi de Chopin, Opus 28 nº 7
- 1970: Play-back (codirigit amb Pere Portabella)
- 1972: Acció Santos (codirigit amb Pere Portabella)
- 1974: Preludi de Chopin, Opus 28 nº 18
- 1977: El pianista i el conservatori
- 1977: 682-3133 Bufalo Minnesota.
- 1978: Peça per a quatre pianos
- 1979: La re mi la

## Discografia
- 1977: Piano - Obres de Cowell, Cage, Webern, Stockhausen i Mestres-Quadreny (Edigsa)
- 1981: Voice Tracks
- 1984: Pianotrack (Linterna Música)
- 1986: Perturbación inesperada (Linterna Música)
- 1986: Pertorbació inesperada (Àrtics); amb Mariaelena Roqué
- 1988: Carles Santos: piano (Grabaciones Accidentales)
- 1989: Five Voices - Greetje Bijma/Shelley Hirsch/Anna Homler/David Moss/Carles Santos (Intakt Records)
- 1990: Pasodoble berlinès (Taché Editor)
- 1991: Belmonte - Banda Simfònica de la Unió Musical de Llíria - Carles Santos (Virgin España)
- 1992: Música para las Ceremonias Olímpicas Barcelona 92 - Fanfara de cerimònies, Banda Simfònica de la Unió Musical de Llíria, Cor de València, Cor d'Asdrúbila, Orquestra Ciutat de Barcelona - Carles Santos (On The Rocks)
- 1993: Promenade Concert: Música per a una acció original de Xavier Olivé. 20 d'abril de 1993 (Fundació Joan Miró)
- 1995: Himne del Segon Congrés Català de Cuina (K. Indústria Cultural)
- 1995: La porca i vibràtica teclúria (Institut d'Edicions de la Diputació de Barcelona)
- 1999: Un dit és un dit, CD inclòs en el número 9 de la revista "Cave Canis", Barcelona 1999.
- 2001: L'adéu de Lucrècia Borja (Universitat de València)
- 2002: SAMA SAMARUCK SUCK SUCK (Ópera-Circ de Carles Santos) (K. Indústria Cultural)
- 2007: Flor d'escarabat de Carles Santos i altres cançons text: Albert Roig et al. (Utopia Global: Secretariat de Corals Infantils de Catalunya)
- 2009: Codi o estigma? (Companyia Carles Santos; Satélite K)
- 2009: «Escolteu...»; dins Presents: 18 cançons dedicades a la Coral Sant Jordi (Ars Harmonica)
- 2016: Anthem (The Vinyl Factory); amb Amalia Ulman

## Premis i reconeixements
Al llarg de la seua trajectòria, Carles Santos va rebre multitud de premis i reconeixements, tot i que ell mateix no els donava importància.
| «                              | “[…] No tinc ningun a ma casa perquè no he pogut recollir-los. Em produiex satisfacció però no noto que després passe res. Jo segueixo amb el meu ritme habitual. Quant als premis tant els grans com els petits els tenen els meus amics.[…]”. | » |
| — Carles Santos, Madrid Teatro | |   |

A nivell local va rebre el premi Alè Vinarossenc l'any 1986, atorgat per la Fundació Caixa Vinaròs. El 7 de maig de 2003 va ser nomenat Fill Predilecte de Vinaròs, i el 2006 l'ajuntament li va atorgar el seu nom al carrer on residia.
Per altra part, va rebre els següents premis i condecoracions, alguns a nivell institucional per part de la Generalitat de Catalunya, la Generalitat Valenciana, el Govern d'Espanya, i també d'altres organitzacions:
- Premi Nacional de Composició de la Generalitat de Catalunya (1990)
- Premi Daniel Montorio de la SGAE (1992)
- Premi FAD Sebastià Gasch (1992)
- Premi del Festival Altaveu de Sant Boi de Llobregat (1993)
- Premi Ciutat de Barcelona de la Música (1994)
- Premi de Música de la revista El temps (1996)
- Premi Ciutat de Barcelona a la Projecció Internacional (1997)
- Premi de la Crítica per La Pantera Imperial (1998)
- Premi Herald Angel del Festival Internacional d'Edimburg per La Pantera Imperial (1998)
- Medalla FAD (1998)
- Creu de Sant Jordi (1999)
- Premi FAD Sebastià Gasch d'Honor (2000)
- Premi Nacional de Teatre (2001)
- Premi de les Arts Escèniques de la Generalitat Valenciana (2001)
- Premio Importante del Diaro Levante (2001)
- Miquelet d'Honor de la Societat Coral El Micalet de València (2005)
- Medalla d'Or del Círculo de Bellas Artes (2006)
- Premi Nacional de Música en la modalitat de composició, atorgat pel Ministeri de Cultura (2008)
- Medalla d'Or de la Universitat Jaume I (2009)
- Premi Carles Salvador a la trajectòria individual de Maestrat Viu (2015).[13][14]

- Medalla de la Universitat de València (2015)

Al llarg de la seva carrera va rebre diversos Premis MAX pels seus espectacles escènics:
- 2000: Millor Composició Musical per Hamlet
- 2001: Millor Composició Musical per Ricard i Elena
- 2001: Millor Direcció Musical per Ricard i Elena
- 2002: Millor Direcció Musical per La pantera imperial
- 2003: Millor Composició Musical per Sama Samaruck Suck Suck
- 2003: Millor Direcció Musical per Sama Samaruck Suck Suck
- 2005: Millor Espectacle Musical per El Compositor, la cantant, el cuiner i la pecadora
- 2005: Millor Composició Musical per El Compositor, la cantant, el cuiner i la pecadora
- 2005: Millor Direcció Musical per El Compositor, la cantant, el cuiner i la pecadora
- 2007: Millor Composició Musical per La meua filla soc jo
- 2007: Millor Direcció Musical per La meua filla soc jo
- 2009: Millor Composició Musical per Tirant lo Blanc
- 2009: Millor Director Musical per Tirant lo Blanc
- 2011: Millor Composició Musical per La lucha libre vuelve al Price

## Premis Carles Santos de la Música Valenciana
En octubre del 2018 l'Institut Valencià de Cultura de la Generalitat Valenciana ha fet públic per primera vegada els nominats als Premis Carles Santos de la Música Valenciana, en memòria del compositor.

## Activisme polític
Carles Santos ha sigut a vegades criticat o fins i tot censurat per la seua ideologia política. S'identificava com d'esquerres, republicà, anticlerical i partidari de la Independència de Catalunya. Va apostatar l'any 1969, amb vint-i-nou anys. L'any 1971 va ser empresonat durant tres mesos a la Presó Model, juntament amb Pere Portabella i altres cent tretze persones, després de participar en un acte de l'Assemblea de Catalunya en el que van ocupar l'església de Santa Maria Mitjancera de Barcelona.
Durant el franquisme va col·laborar en algunes ocasions en fer travessar la frontera de Perpinyà a persones perseguides políticament pel règim. També va fer una estada de dotze dies a Moscou durant la Unió Soviètica, en representació del Partit Comunista Espanyol. Allí va trobar-se amb Dolores Ibárruri, la qual es trobava a l'exili.
L'any 2013 va participar en la Via Catalana, sent el primer en iniciar el tram que entrava al País Valencià, i continuat pels pares de Guillem Agulló. A la banda catalana estava agafat de la mà de Lluís Llach.